# Zied Ladhari
Zied Ladhari, né le 30 mars 1975 à Sousse, est un avocat et homme politique tunisien.

## Biographie
Après des études primaires, il passe par le lycée mixte de M'saken. Militant, il est arrêté et condamné à l'âge de 16 ans et renvoyé du lycée, le contraignant à continuer son parcours dans un lycée privé de la ville.
Après avoir obtenu à l'âge de 19 ans son baccalauréat en section lettres avec une mention très bien, il obtient, à la faculté des sciences juridiques, politiques et sociales de Tunis, une maîtrise en droit et un diplôme de troisième cycle en droit privé. Interdit de voyager pendant neuf ans puis parti étudier en France en décembre 2000, il décroche un diplôme de troisième cycle à la Sorbonne axé sur le droit international et comparé et le droit des pays arabes et un second en droit bancaire et financier. Il obtient par ailleurs le certificat d'aptitude à la profession d'avocat à l'École de formation des avocats auprès de la cour d'appel de Paris et joue le rôle d'auditeur de l'Académie de droit international auprès de la Cour internationale de justice de La Haye.
Admis comme avocat à l'Ordre national des avocats de Tunisie en 2001, il travaille au sein de cabinets à Paris et en tant qu'avocat à la cour d'appel de Paris.
Élu le 23 octobre 2011 à l'assemblée constituante dans la circonscription de Sousse, dans les rangs du parti islamiste Ennahdha, il devient le porte-parole du parti le 25 octobre 2013. Le 26 octobre 2014, à l'occasion des élections législatives, il est élu à l'Assemblée des représentants du peuple.
Le 2 février 2015, il est nommé au poste de ministre de l'Emploi et de la Formation professionnelle dans le gouvernement de Habib Essid. Le 20 août 2016, il est nommé au poste de ministre de l'Industrie et du Commerce dans le gouvernement de Youssef Chahed. Le 6 septembre 2017, il prend le portefeuille du Développement, de l'Investissement et de la Coopération internationale.
En 2019, il se présente aux élections législatives sur la liste d'Ennahdha dans la circonscription de Sousse. Le 6 octobre, il est élu député. À la suite de cette élection et pour respecter l'article 90 de la Constitution, il démissionne de son poste de ministre le 7 novembre. Le 27 novembre, Ladhari démissionne de son poste de secrétaire général et du bureau exécutif d'Ennahdha, une décision qui crée des remous au sein de la formation. Il vote ensuite contre la confiance au gouvernement proposé par Habib Jemli, ce qui l'isole au sein du parti.
Le 28 novembre 2019, il démissionne de toutes ses fonctions au sein du parti Ennahdha puis démissionne de son bloc parlementaire le 27 mai 2021.

## Vie privée
Zied Ladhari est marié et père d'un enfant.